# CODEN
CODEN은 ASTM 표준 E250에 의하면, 모든 주제 영역의 정기 간행물 및 비연속 간행물의 제목을 간결하고 고유하며 모호하지 않게 식별하는 6자리의 영문숫자 서지 코드이다.
CODEN은 특히 과학계에서 기술 및 화학 관련 간행물에 인용된 정기 간행물의 인용 시스템과 많은 서지 목록의 검색 도구로 보편화되었다.

## 역사
CODEN은 찰스 비숍 (Charles Bishop, 뉴욕주립대학교 버팔로대학교 만성질환연구소 소속, 은퇴)이 설계하였는데, 처음에는 그의 참고 문헌 컬렉션에 있는 간행물을 기억하는 데 도움이 되는 것으로 생각되었다. 비숍은 정기 간행물 제목에서 단어의 첫 글자를 가져와 코드를 사용하여 수집된 출판물을 정리하는 데 도움을 주었다. 1953년에 그는 원래 4글자 CODEN 시스템으로 설계된 문서 시스템을 출판했다. 잡지에서 기사를 정확하게 인용하고 찾을 수 있도록 볼륨 및 페이지 번호가 추가되었다. 그 후 1957년에 수정본이 출판되었다.
비숍이 약 4,000개의 CODEN을 할당한 후 1961년부터 미국 재료 시험 협회 (ASTM)의 L. E.퀸첼 (L. E. Kuentzel) 이 4문자 CODEN 시스템을 추가로 개발했는데 CODEN에 다섯 번째 문자도 추가하였다. 컴퓨터 시대 초기에 CODEN은 정기 간행물의 기계 판독 식별 시스템으로 생각되었다. 1963년 이후 다수의 갱신 과정에서 ASTM(미국 재료시험협회)에 의한《정기간행물 제호를 위한 CODEN》 에서 CODEN의 등록 및 출판이 이루어졌으며 1974년 말에는 약 128,000개로 집계되었다.
1966년에 오래지 않아 CODEN을 이용하여 미래의 모든 정기간행물 제호를 제공하기에는 5자리 CODEN이 충분하지 않다는 것을 인식했지만, 1972년까지 ASTM 표준 E250에서 주어진 것처럼 여전히 5자리 코드로 정의되었다. 1976년에 ASTM 표준 E250-76은 6문자 CODEN을 정의했다.
1975년부터 CODEN 시스템은 미국 화학회 (American Chemical Society)의 책임 하에 있었다.
오늘날 정기 간행물에 대한 6자 CODEN에서, 처음 4자는 제호  단어의 첫 글자에서 따오고 그 뒤에 알파벳의 처음 6자(A–F) 중 하나인 다섯 번째 글자가 온다. CODEN의 여섯 번째이자 마지막 문자는 선행 문자에서 계산된 영숫자 확인 문자이다. CODEN은 항상 대문자를 사용한다.
정기간행물 CODEN과 달리 비연속 간행물(예: 회의 진행)에 할당된 CODEN의 처음 두 문자는 숫자이고, 세 번째와 네 번째 문자는 문자이다. 다섯 번째와 여섯 번째 문자는 직렬 CODEN에 해당하지만 다섯 번째 문자는 모든 알파벳 문자에서 가져온 것이다.
1975년 CAS (케미컬 애브스트랙트 서비스)내의 국제 CODEN 서비스사(International CODEN Service)에서 CODEN의 추가 개발을 담당하게 되었다. CODEN은 CAS에 언급된 모든 간행물에 자동으로 할당된다. 출판사의 요청에 따라 국제 CODEN 서비스사에서 비화학 관련 출판물에 CODEN을 할당한다.  이러한 이유로 CODEN은 다른 데이터베이스 (예: RTECS 또는 BIOSIS ) 및 CAS에서 참조되지 않는 연속 간행물 또는 잡지에도 할당되고 있다.

## 현재의 출처
1966년까지 할당된 CODEN은 L. E. 쿠엔첼에 의하여 발행된 2권의 《정기간행물을 위한 CODEN》에서 찾아 볼 수 있다. 1974년까지 할당된 CODEN은 J. G. 블루멘탈의 하여 발행되었다. 1998년까지 할당된 CODEN과 이들의 분해는 1980년부터 마이크로 피시 형태로 발간된 《국제 CODEN 목록》(International CODEN Directory, ISSN 0364-3670)에서 찾을 수 있다.
현재 CODEN을 찾는 일은 케미컬 애브스트랙트 서비스 (Chemical Abstracts Service Source Index)에서 최적으로 이루어질 수 있는데, 이곳에서는 연속 및 비 연속 과학 및 기술 간행물을 포함하여, 1907년 이후에 등록된 모든 제호, CODEN, ISSN, ISBN을 포괄하고 있다.
CASSI 온라인은 인쇄된 연재물인 CASSI (ISSN 0738-6222, CODEN CASSE2), 또는 집단 색인(0001-0634, CODEN CASSI6)을 대체한다. CASSI는 더 이상 인쇄물로 출판되지 않는다. CASSI의 CD-ROM 호 (ISSN 1081-1990, CODEN CACDFE)만 추가로 공개된다.

## 예
- 《네이처》 저널에는 CODEN "NATUAS"가 지정되어 있다.
- 《테크놀로지 리뷰》에는 CODEN "TEREAU"가 할당되어 있다.
- 《식품 요소, 화학 및 암 예방에 관한 국제회의록》(Proceedings of the International Conference on Food Factors, Chemistry and Cancer Prevention, ISBN 4-431-70196-6 )은 CODEN "66HYAL"을 사용한다.
- 《천연물 연구의 최근 발전, 천연물 연구의 최근 발전에 관한 제3회 국제 심포지엄》(Recent Advances in Natural Products Research, 3rd International Symposium on Recent Advances in Natural Products Research)에는 CODEN "69ACLK"가 지정되었다.
- 《미국 특허출원》은 CODEN "USXXDP"를 사용한다.
- 《독일 특허출원》은 CODEN "GWXXBX"를 사용한다.

## 같이 보기
- ISO 4
- 국제 표준 일련 번호 (ISSN)
- 국제표준도서번호 (ISBN)
- 의회 도서관 제어 번호 (LCCN)